# Стшешув (Західнопоморське воєводство)
Стшешув (пол. Strzeszów) — село в Польщі, у гміні Тшцинсько-Здруй Грифінського повіту Західнопоморського воєводства.
Населення — 218 осіб (2011).
У 1975-1998 роках село належало до Щецинського воєводства.

## Демографія
Демографічна структура станом на 31 березня 2011 року:
|          | Загалом | Допрацездатний вік | Працездатний вік | Постпрацездатний вік |
| -------- | ------- | ------------------ | ---------------- | -------------------- |
| Чоловіки | 107     | 28                 | 70               | 9                    |
| Жінки    | 111     | 29                 | 62               | 20                   |
| Разом    | 218     | 57                 | 132              | 29                   |